# Akuna Bay
Akuna Bay är en vik i Australien. Den ligger i delstaten New South Wales, i den sydöstra delen av landet, omkring 24 kilometer norr om delstatshuvudstaden Sydney.
I omgivningarna runt Akuna Bay växer i huvudsak städsegrön lövskog. Runt Akuna Bay är det tätbefolkat, med 659 invånare per kvadratkilometer. Genomsnittlig årsnederbörd är 1 380 millimeter. Den regnigaste månaden är februari, med i genomsnitt 200 mm nederbörd, och den torraste är juli, med 36 mm nederbörd.